# Ors
Ors település Franciaországban, Nord megyében. Lakosainak száma 639 fő (2022. január 1.). Ors Bousies, Bazuel, Catillon-sur-Sambre, Fontaine-au-Bois, Forest-en-Cambrésis, La Groise, Landrecies és Pommereuil községekkel határos.

## Népesség
A település népességének változása:
| Lakosok száma | 656  | 660  | 658  | 643  | 636  | 640  | 638  | 638  | 639  |
|               | 2013 | 2015 | 2016 | 2017 | 2018 | 2019 | 2020 | 2021 | 2022 |